# John Spencer-Churchill (1897-1972)
Pour les autres membres de la famille, voir Famille Spencer.
John-Albert-William Spencer-Churchill (18 décembre 1897, Londres - 11 mars 1972), duc de Marlborough, connu sous les titres de marquis de Blandford jusqu'en 1934, est un militaire et homme politique britannique.

## Biographie
Fils de Charles Spencer-Churchill, duc de Marlborough, et de Consuelo Vanderbilt, il
suit la carrière militaire et devient lieutenant-colonel des Life Guards.
En 1934, il succède à son père à la Chambre des lords et dans le titre de duc de Marlborough.
Il est maire de Woodstock de 1937 à 1942.
Il épouse en premières noces Alexandra Mary Cadogan (1900-1961), fille de Henry Cadogan, vicomte de Chelsea, puis en secondes noces Laura Charteris (1915-1990), petite-fille de Hugo Charteris (11e comte de Wemyss), et sœur de Ann Geraldine Mary (épouse de Ian Fleming), ainsi que l'ex-épouse de Michael Temple Canfield (marié en premières noces avec Caroline Lee Bouvier, sœur de Jackie Kennedy), de Walter Long (2e vicomte Long) et de William Ward (3e comte de Dudley).
Il est le père de John Spencer-Churchill (11e duc de Marlborough).
Il est enterré dans le cimetière paroissial de l'église Saint-Martin de Bladon, avec sa première épouse. Ils sont le seul duc et duchesse de Marlborough pas enterrés dans la nécropole ducale, la chapelle du palais de Blenheim.